# 戰鬥工兵
戰鬥工兵（英語：Combat engineer），亦稱野戰工兵（field engineer）、工兵（pioneer或sapper），為一種同時肩負起作戰任務與傳統工兵角色的現代兵種。戰鬥工兵需要協助我方部隊的推進，幫助與解決問題，同時也要製造障礙來阻止敵方前進。
戰鬥工兵也接受步兵的訓練，可以執行步兵的任務。戰鬥工兵能得到的火力支援有限，但在進行突襲任務時，戰鬥工兵部隊通常會有一些額外的配備，例如反坦克飛彈。

## 戰略及戰術

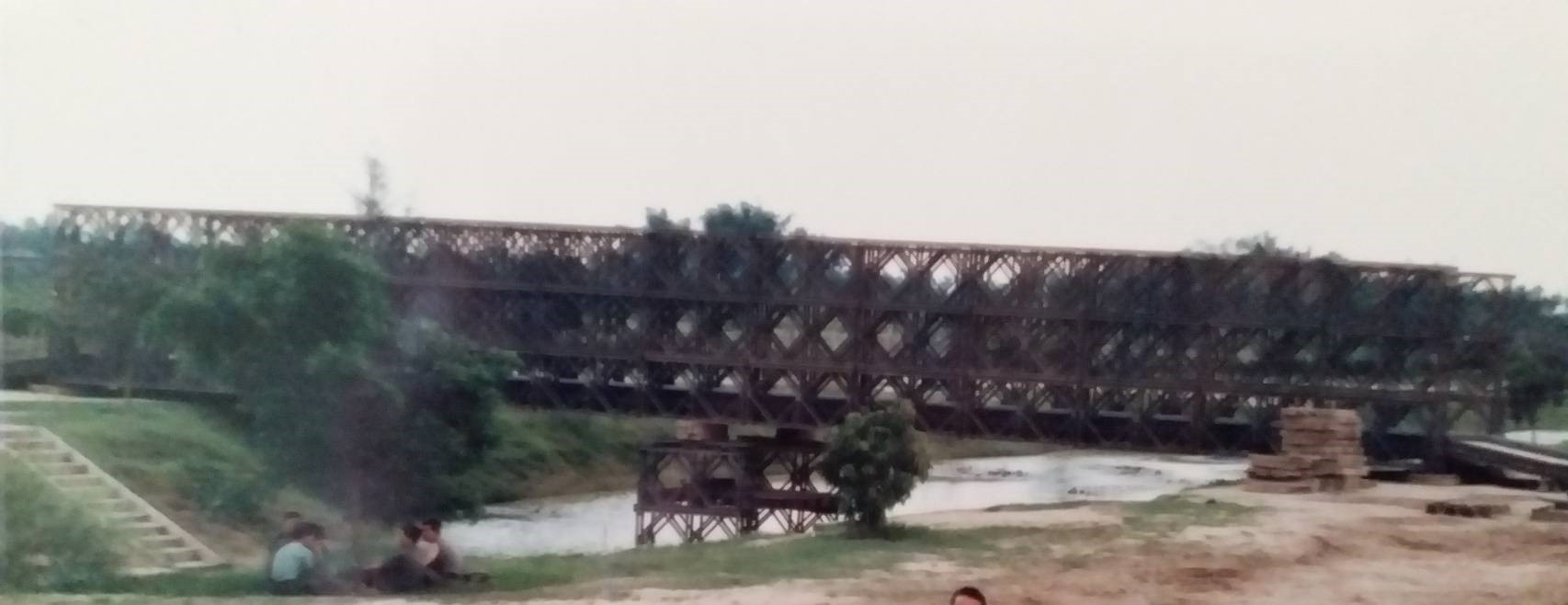
中華民國陸軍橋樑工兵專業架橋操演-1988年（3路3層—M2框珩橋）

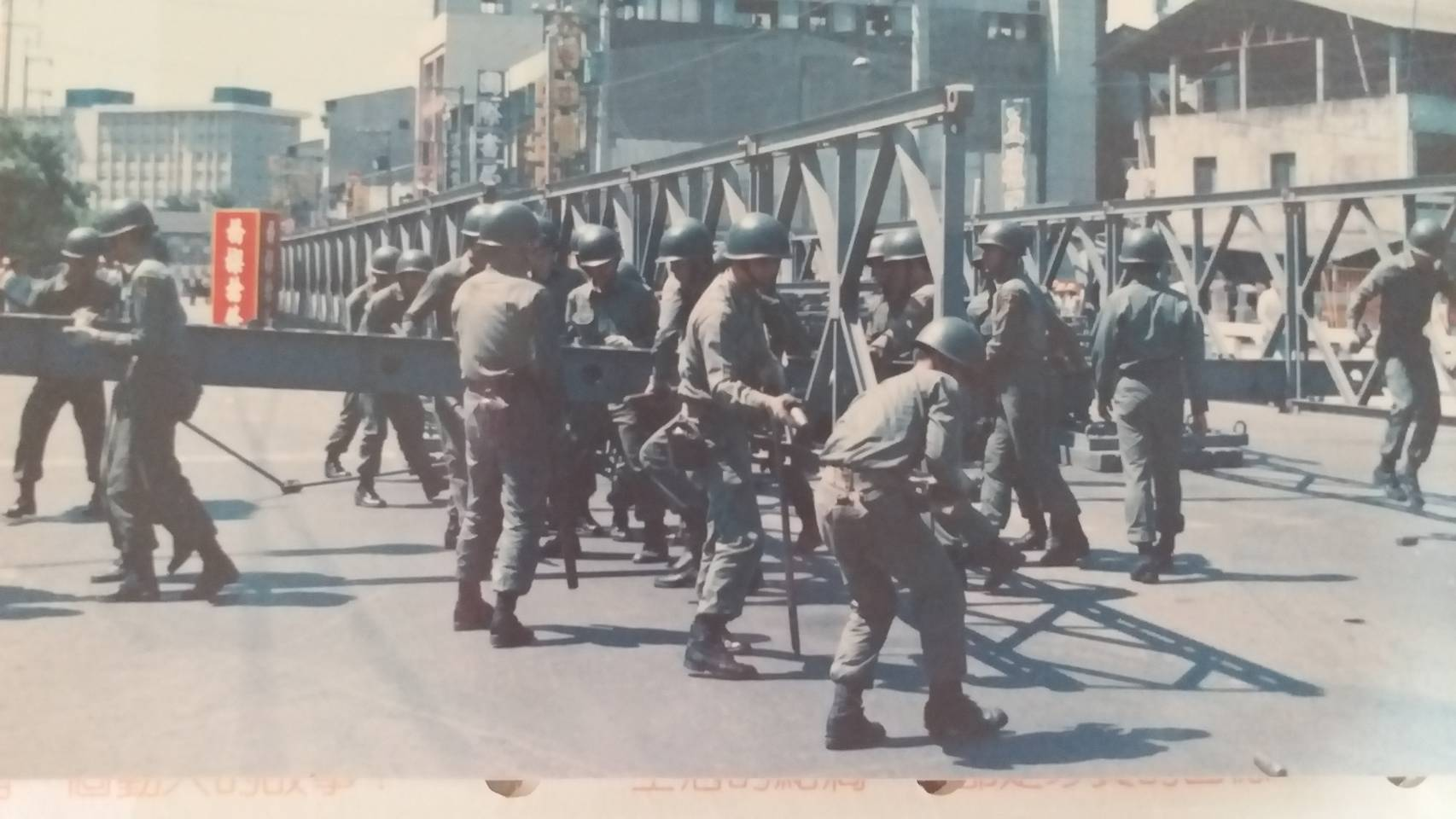
中華民國陸軍工兵1989年度架橋演習（2路1層—M2框珩橋）

區域之佈設、構築與拆除、破壞、裝甲化、集團式規劃（所謂逢山開路、遇水架橋）：
1. 壕溝、坑道、隧道、礦區。
2. 刺絲網、反登陸、空降障礙樁、反戰車壕、消波塊、防波堤。
3. 雷區、爆破。
4. 防禦建築工事。
5. 橋樑與道路。
6. 水資源開發、淨化處置、維持。
7. 野戰照明、簡易量測。

## 戰鬥
在戰鬥任務中，利用工程學的知識、工具與技術來快速達成建設與拆除、破壞等之任務。常見的任務包括：
1. 建立與破壞壕溝。
2. 架設與拆除阻絕刺絲網。
3. 架設與拆除坦克陷阱。
4. 其他防禦建築工事。
5. 埋設或排除區域地雷、詭雷。
6. 水資源開發、淨化執行與管制。
7. 其他在戰場上突發任務之執行判定。

## 外部連結
- 〈獨家〉工兵搭建倍力橋　整齊動作防夾傷 （页面存档备份，存于）TVBS新聞 2011-12-15
- 【陸軍工兵忙什麼】 埋地雷拆地雷搶第一 上戰場跑第一 不打仗救人也跑第一 蓋橋鋪路也是工兵 （页面存档备份，存于）在台灣的故事 2019-10-12
- 榮獲基地鑑測績優 （页面存档备份，存于）軍聞社 2021-09-30
- 戰鬥工兵的超強武器曝光！國軍變形金剛"M3浮門橋車" 下了水可以是船還可以再變成水上作業平台 甚至能直接在水上串接成為水上指揮中心 /【能戰全民新視界】 （页面存档备份，存于）三立新聞台 2021-12-04
- "逢山開路遇水架橋"陸軍戰鬥工兵就是這麼萬能！空難.旱災.水庫清淤都會看到他們 讓人驚嘆你的歲月靜好 也不過是因為有他們的負重前行 /【能戰全民新視界】 （页面存档备份，存于）王偊菁 三立新聞台 2021-12-04
- 戰鬥工兵演練格鬥奪刀術 總統：符合現代作戰 （页面存档备份，存于）臺視新聞 2023-03-25